# Pellegrino Matarazzo
Pellegrino Matarazzo (ur. 28 listopada 1977 w Wayne) – amerykański piłkarz włoskiego pochodzenia grający na pozycji obrońcy, trener.

## Wczesne życie
Pellegrino Matarazzo wychowywał się w Fair Lawn w stanie New Jersey w rodzinie włoskich imigrantów wraz z trzema młodszymi braćmi: Leo, Frankiem i Antonio – również piłkarzem. Razem z nimi należał do fanklubu włoskiego klubu piłkarskiego SC Napoli w czasie, kiedy zawodnikiem tego klubu był Diego Maradona. Leo i Antonio grali razem w drużynie Uniwersytetu Columbia – Columbia Lions. W okresie dorastania uprawiał kilka dyscyplin sportowych, w tym koszykówkę i siatkówkę we względu na swój wzrost (198 cm), jednak największe sukcesy odnosił w piłce nożnej, będąc uczniem w Lawn High School grał w turnieju stanowym.

## Kariera piłkarska
Pellegrino Matarazzo karierę piłkarską rozpoczął w 1995 roku na studiach w Uniwersytecie Columbia, gdzie studiował matematykę stosowaną oraz grał w drużynie Columbia Lions, a w 1999 roku uzyskał dyplom z matematyki stosowanej.
Po ukończeniu studiów zamiast pracy w banku inwestycyjnym zdecydował się na karierę piłkarską. Po nieudanej próbie w klubie ligi Serie B – US Salernitana 1919 z siedzibą w Salerno, rodzinnym mieście jego matki oraz w klubie ligi Serie C – Juve Stabia podpisał kontrakt z klubem Oberligi niemieckiej – Eintracht Bad Kreuznach, w którym występował w sezonie 2000/2001. Następnie dwukrotnie reprezentował barwy SV Wehen (2001–2003, 2004–2005), Preußen Münster (2003–2004), SG Wattenscheid 09 (2005–2006) oraz występujących wówczas w Bayernlidze rezerwach 1. FC Nürnberg, z którym w sezonie 2007/2008 awansował do Regionalligi Südwest, a po sezonie 2009/2010 w wieku 33 lat zakończył piłkarską karierę.

## Kariera trenerska
Pellegrino Matarazzo pracę trenerską rozpoczął w akademiach piłkarskich, trenując juniorów klasy B i A. W latach 2010–2012 był asystentem trenera drużyny rezerw 1. FC Nürnberg, a w okresie od 12 kwietnia do 30 czerwca 2011 roku był tymczasowym trenerem drużyny. Następnie w latach 2012–2017 trenował juniorskie drużyny klubu: U-17 (2012–2013) i U-19 (2013–2017).
W 2015 roku rozpoczął szkolenie trenerskie z języka niemieckiego w Akademii im. Hennesa Weisweilera w Kolonii, gdzie dzielił pokój z Julianem Nagelsmannem, z którym wkrótce współpracował w TSG 1899 Hoffenheim: W okresie od 1 lipca 2017 roku do 8 stycznia 2018 roku trenował drużynę U-17, a w następnie w okresie od 8 stycznia do 30 grudnia 2019 roku był asystentem najpierw Juliana Nagelsmanna, potem Alfreda Schreudera, w pierwszym zespole klubu.
30 grudnia 2019 roku dyrektor sportowy VfB Stuttgart – Sven Mislintat podpisał z Matarazzo kontrakt, na mocy którego został trenerem pierwszego zespołu Czerwonych.

## Statystyki trenerskie
| Klub                | Od         | Do         | Wyniki | Wyniki | Wyniki | Wyniki | Wyniki | Wyniki | Wyniki | Wyniki  |
| Klub                | Od         | Do         | M      | Z      | R      | P      | BZ     | BS     | +/−    | % Zwyc. |
| ------------------- | ---------- | ---------- | ------ | ------ | ------ | ------ | ------ | ------ | ------ | ------- |
| FC Nürnberg II      | 12.04.2011 | 30.06.2011 | 7      | 2      | 3      | 2      | 17     | 14     | +3     | 28.57   |
| VfB Stuttgart       | 30.12.2019 | 10.10.2022 | 100    | 31     | 29     | 40     | 149    | 151    | -2     | 31.00   |
| TSG 1899 Hoffenheim | 08.02.2023 | urzęduje   | 1      | 0      | 0      | 1      | 1      | 3      | -2     | 0.0     |
| Ogólnie             | Ogólnie    | Ogólnie    | 108    | 33     | 32     | 43     | 167    | 168    | -1     | 30.55   |

## Sukcesy

### Zawodnicze
FC Nürnberg II
- Awans do Regionalligi Südwest: 2008

## Życie prywatne
Pellegrino Matarazzo ma żonę Danielę, którą poznał podczas gry w SV Wehen, z którą ma syna Leopoldo, urodzonego w Norymberdze. Od 2000 roku mieszka w Niemczech.